# فورد کردیت
فورد کردیت (به انگلیسی: Ford Credit) شرکت خدمات مالی آمریکایی است، که به‌عنوان بازوی سرمایه‌گذاری شرکت فورد، در زمینه ارائه خدمات بیمه اتومبیل، بانکداری، لیزینگ و وامهای خودرو فعالیت می‌نماید.
شرکت فورد کردیت در سال ۱۹۵۹ راه‌اندازی شد و در حال حاضر به‌عنوان شرکت تابعه فورد، کلیه خدمات مرتبط با امور مالی شرکت‌های خودروسازی فورد و لینکلن موتور کمپانی را بر عهده دارد. دفتر مرکزی این شرکت در شهر دیربورن، میشیگان قرار دارد.